# Гавайський університет у Маноа
Гавайський університет у Маноа (англ. University of Hawaii at Mānoa) — найбільший університет Гаваїв, США. Розташований в районі Маноа в Гонолулу на острові Оаху.
У 2010 університет зайняв 277 місце у світі серед всіх університетів по рейтингу Top Universities, складеним Times Higher Education.